# هولنیتسه
هولنیتسه (به چکی: Holenice) یک منطقهٔ مسکونی در جمهوری چک است که در ناحیه سمیلی واقع شده‌است.